# Aoki Majumi
Aoki Majumi (塚原光男; Hepburn: Aoki Mayumi; Jamaga, 1953. május 1. –) olimpiai bajnok japán úszónő.

## Élete és pályafutása
Az 1972. évi nyári olimpiai játékokon pillangóúszásban aranyérmet szerzett. Ebben az évben két világrekordot is felállított. Pillangóúszásban az első nem amerikai olimpiai bajnoknő volt, és Japán második olimpiai bajnok úszónője. Visszavonulása után úszóedzőként és középiskolai testnevelő tanárként dolgozott. 1989-ben bekerült az úszás hírességeinek csarnokába.

### Olimpiai szereplése
| Versenyző   | Versenyszám    | Előfutam | Előfutam | Előfutam | Elődöntő | Elődöntő | Elődöntő | Döntő   | Döntő    |
| Versenyző   | Versenyszám    | Idő      | Hely.    | Össz.    | Idő      | Hely.    | Össz.    | Idő     | Helyezés |
| ----------- | -------------- | -------- | -------- | -------- | -------- | -------- | -------- | ------- | -------- |
| Aoki Majumi | 100 m pillangó | 1:04,00  | 1.       | 1.       | 1:04,11  | 2.       | 3.       | 1:03,34 |          |